# 米格尔·波蒂厄斯
米格尔·波蒂厄斯（英語：Miguel Porteous，1999年5月14日—）生于哈密尔顿，是一名新西兰男子自由式滑雪运动员，主攻半管。米格尔三岁时在接受自己人生的第一个滑雪课程，并观看澳大利亚一场滑雪大跳台比赛的视频后，受到启发开始练习滑雪。他的弟弟尼科同样也是主攻自由式滑雪半管的选手，两人时常互相竞争。他于2014年在美国铜山完成个人的世界杯分站赛首秀。2017年，他在世界冬季极限运动会上收获超级管银牌，这是他的首个大赛奖牌。